# Teddy Scholten
Teddy Scholten-van Zwieteren, nizozemska pevka; * 11. maj 1926, † 8. april 2010.
Leta 1959 je s pesmijo Een beetje (slovensko Malo) zmagala na Pesmi Evrovizije. Tako je Nizozemska postala prva država, ki je dvakrat zmagala na evrovizijskem izboru. 

## Diskografija
Albumi, deloma v sodelovanju s Henkom Scholtenom:
- ’k Heb m’n wagen volgeladen
- En we zingen … en we springen … en we zijn zo blij (Alle bekende sinterklaasliedjes)
- Peter en de wolf & Kindersymfonie
- Alles op één plaat (1959)
- Klein Klein Kleutertje (1959)
- Klein Klein Kleutertje 2 (1960)

1. ↑  https://www.rtl.nl/entertainment/artikel/2743336/zangeres-teddy-scholten-83-overleden